# Marquis de Morès

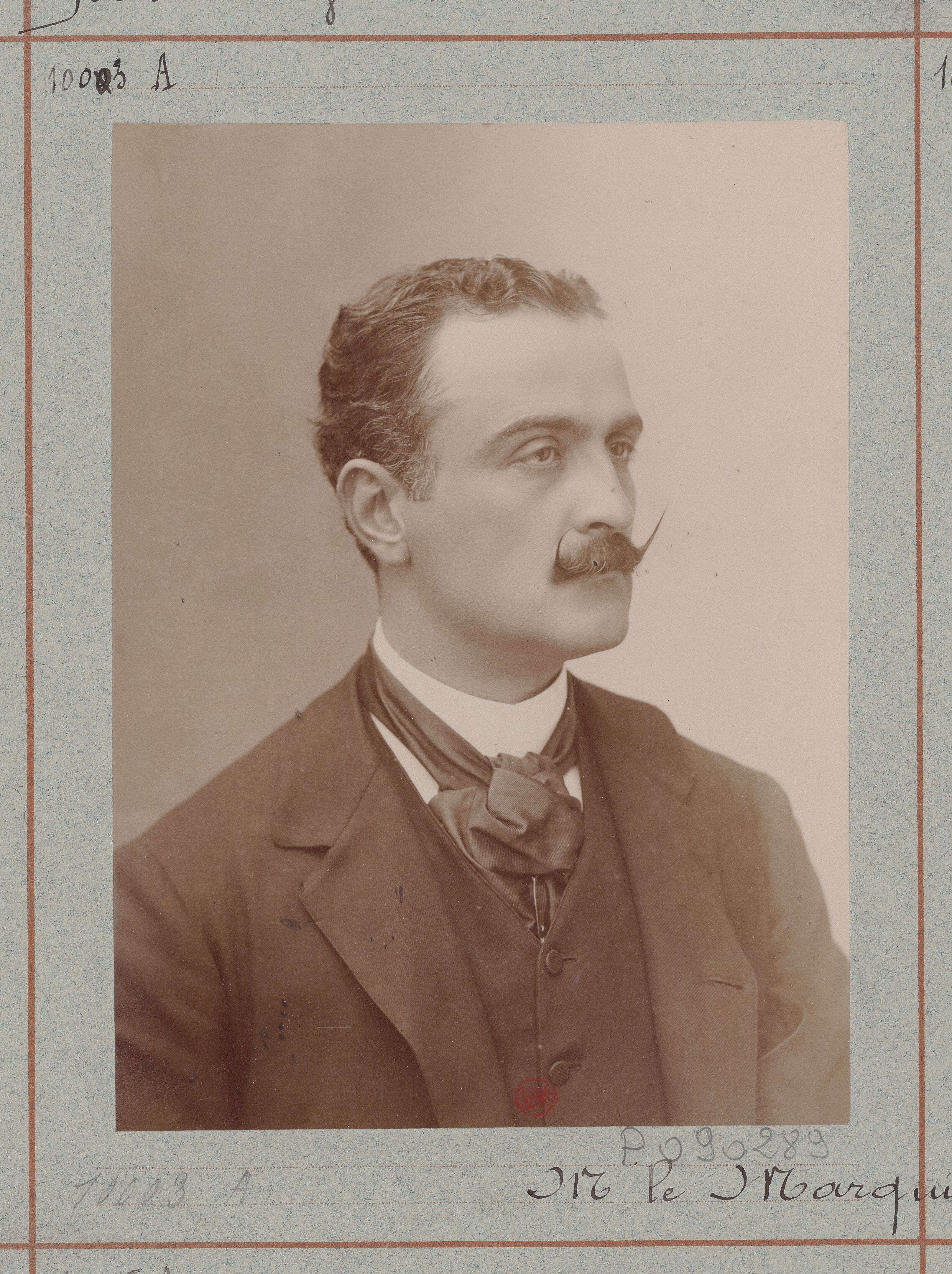
Marquis de Morès

Antoine-Amédée-Marie-Vincent Manca Amat de Vallombrosa, Marquis de Morès et de Montemaggiore kurz Marquis de Morès (geboren 14. Juni 1858; gestorben 9. Juni 1896) war ein französischer Abenteurer, Geschäftsmann und Politiker.

## Leben
Der Marquis, Spross einer vermögenden Familie des Hochadels, war bekannt für die häufige Teilnahme an Duellen. So forderte er während seiner US-Episode als Rancher den späteren Präsidenten Theodore Roosevelt zum Duell, was dieser ausschlug.
Zehn Jahre später kam er zu Tode: Am Morgen des 9. Juni 1896 wurde der Marquis auf einer Reise von Tunis über Kebili zum Mahdi Muhammad Ahmad von Tuareg in einen Hinterhalt gelockt. Er konnte mehrere Angreifer töten, ehe er selbst umkam. Zwei der Angreifer wurden am 28. Juli 1902 in Sousse, Tunesien, verurteilt: El-Kheir ben Abd-el-Kader zum Tode, Hamma Ben Cheikh zu 20 Jahren Zwangsarbeit. Seine Witwe vermutete die französische Regierung (bis April 1896 war Léon Bourgeois Premierminister) hinter der Ermordung ihres Mannes und beauftragte Isabelle Eberhardt mit einer Untersuchung, die aber keine Ergebnisse lieferte.

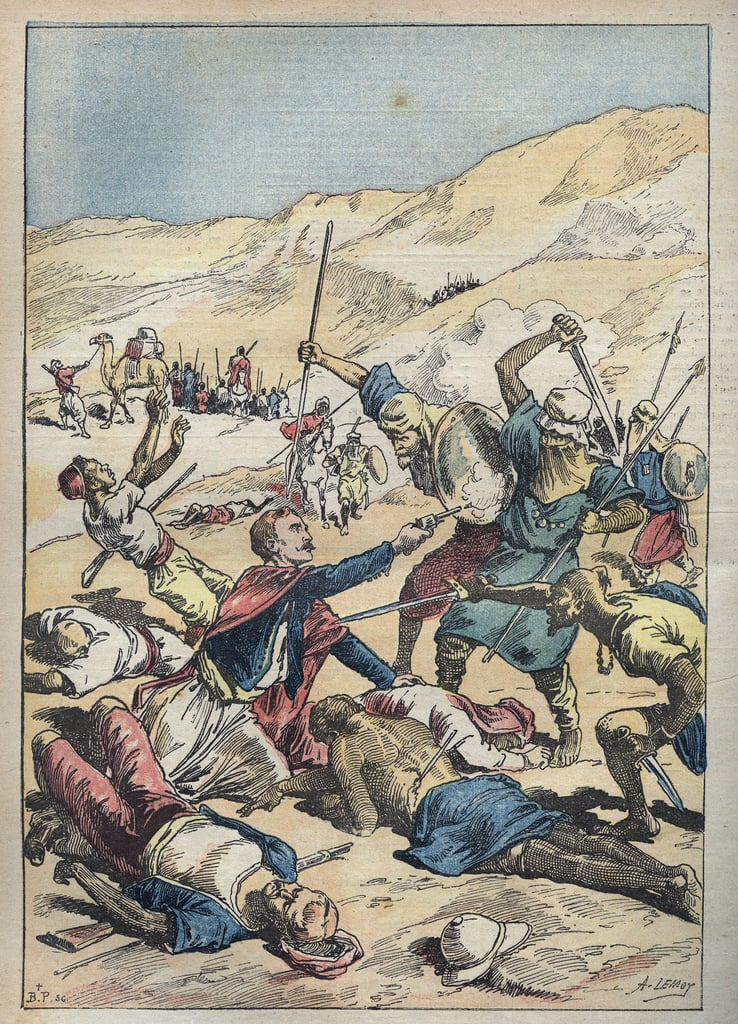
Bild von Achille Lemot, 1896

Um 1890, noch vor Beginn der Dreyfus-Affäre, betätigte er sich als antisemitischer Agitator. Er war einflussreiches Mitglied der Ligue nationale anti-sémitique de France. Maurice Barrès bezeichnete ihn als den "ersten nationalen Sozialisten".